# Bridelia insulana
Bridelia insulana là một loài thực vật có hoa trong họ Diệp hạ châu. Loài này được Hance mô tả khoa học đầu tiên năm 1877.